# Oh, Sister
Oh, sister è la quinta traccia di Desire, un album del 1976 del cantautore statunitense Bob Dylan.
Secondo il critico Tim Riley, con Oh, Sister era la prima volta - e probabilmente in vista della successiva conversione al Cristianesimo - che il cantante di Duluth invocava Dio in una canzone. In realtà - secondo la maggior parte della critica - il brano, grazie anche all'apporto in controcanto della voce suadente della folk-singer Emmylou Harris, voleva essere più che altro una semplice canzone sulla fragilità della donna.
La voce della Harris nel finale della canzone è una sovraincisione, una delle poche contenute nell'album.
Fu questo uno dei brani più eseguiti da Dylan e dal gruppo che ne supportava le esibizioni live durante il tour di lancio del disco della Rolling Thunder Revue e nel successivo Neverending Tour che lo avrebbe portato per anni, e senza interruzioni, in giro per il mondo.